# The Tonight Show Starring Johnny Carson
Pour les articles homonymes, voir The Tonight Show.
The Tonight Show Starring Johnny Carson /ðə təˈnait ʃoʊ ˈstɑːrɪŋ ˈd͡ʒɑni ˈkɑɹsən/ est une ancienne émission de télévision américaine, animée par l'humoriste Johnny Carson, diffusée de 1962 à 1992, en troisième partie de soirée, sur le réseau de télévision NBC.